# کوم امبو
کوم امبو شهر و شهرستانی در استان اسوان مصر است.